# Традиційні китайські свята

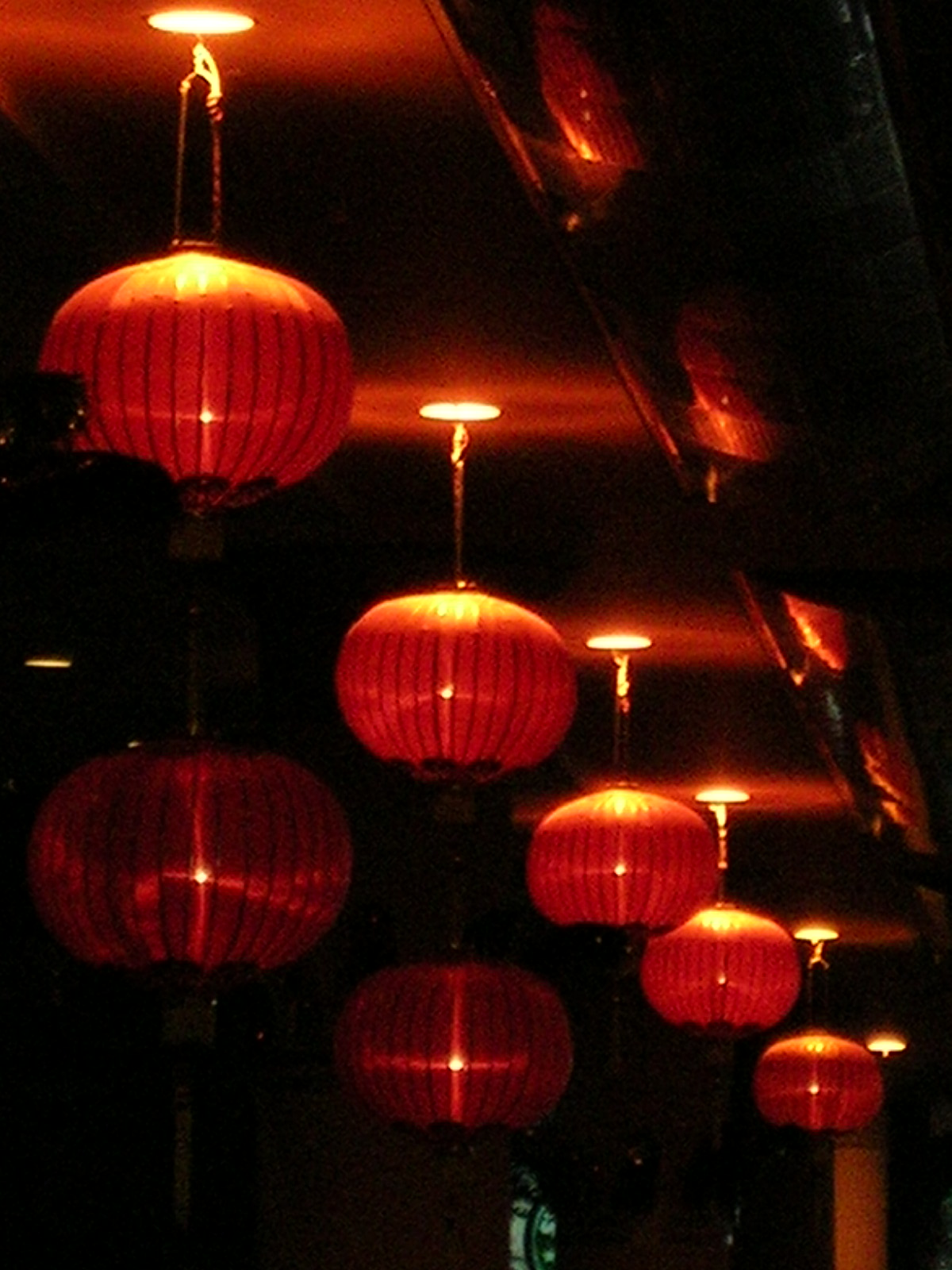
Китайські ліхтарі — невід'ємний атрибут багатьох національних свят Китаю.

Традиційні китайські свята мають багатовікову історію та багатий культурний зміст. Багато з них беруть своє коріння із давньої китайської міфології, інші ж мають цілком реалістичні витоки, перш за все, пов'язані з сільськогосподарською діяльністю китайського народу. Практично всі вони за деякими винятками прив'язані до певної дати китайського календаря .
Праобрази здебільшого традиційних китайських свят виникли в епоху династії Цинь (221—206 рр. до н. е.). З плином часу деякі стародавні ритуали перетворилися в колоритні масові святкування, а деякі зникли з ужитку. Нижче наведені найбільш значущі свята, які відзначаються населенням з давніх часів і до наших днів.

## Список традиційних свят Китаю

### Китайський Новий рік
У перший день китайського календаря (Свято Весни) відзначається початок року. На думку китайців, в цей день розпочинається весна, відбувається пробудження природи, оживають земля і збережені нею паростки життя. У тісному сімейному колі запалюють пахощі і феєрверки, які покликані відлякати злих духів. Святкування китайського Нового року припадає на такі дні григоріанського календаря:
| 2019     | 2020     | 2021      | 2022     |
| -------- | -------- | --------- | -------- |
| 9 лютого | 25 січня | 12 лютого | 1 лютого |

### Свято ліхтарів
Вважається закінченням Свята Весни (китайського Нового року) і відзначається 15-го числа 1-го місяця за місячним календарем. За звичаєм, люди розвішують на вулицях та у парках багатобарвні ліхтарі різних розмірів. Свято ліхтарів припадає на наступні дні григоріанського календаря:
| 2006      | 2007      | 2008      | 2009     | 2010      | 2011      | 2012     | 2013      | 2014      | 2015      | 2016      | 2017      | 2018      | 2019      | 2020     | 2021      | 2022      |
| --------- | --------- | --------- | -------- | --------- | --------- | -------- | --------- | --------- | --------- | --------- | --------- | --------- | --------- | -------- | --------- | --------- |
| 12 лютого | 4 березня | 21 лютого | 9 лютого | 21 лютого | 17 лютого | 6 лютого | 24 лютого | 14 лютого | 5 березня | 22 лютого | 11 лютого | 2 березня | 19 лютого | 8 лютого | 26 лютого | 15 лютого |

### День зимового сонцестояння
День зимового сонцестояння відзначається 22 або 23 грудня. У стародавньому Китаї вважали, що з цього часу, коли дні стають довшими, а ночі коротшими, чоловіча сила природи пробуджувалася і давала початок новому циклу.

### День поминання покійних
Також іменується Святом чистого світла або Днем душ. У цей день заведено відвідувати могили предків або національних героїв, упорядковувати надгробки , покладати квіти і палити «жертовні гроші» з паперу в знак вшанування пам'яті покійних. За сучасності замість відвідування кладовищ поширеніші заміські весняні прогулянки, тому Цінмін має й іншу назву — День прогулянки по першій траві. Відзначається на 104-й день після зимового сонцестояння, що найчастіше припадає на 4 або 5 квітня.

### Свято драконових човнів

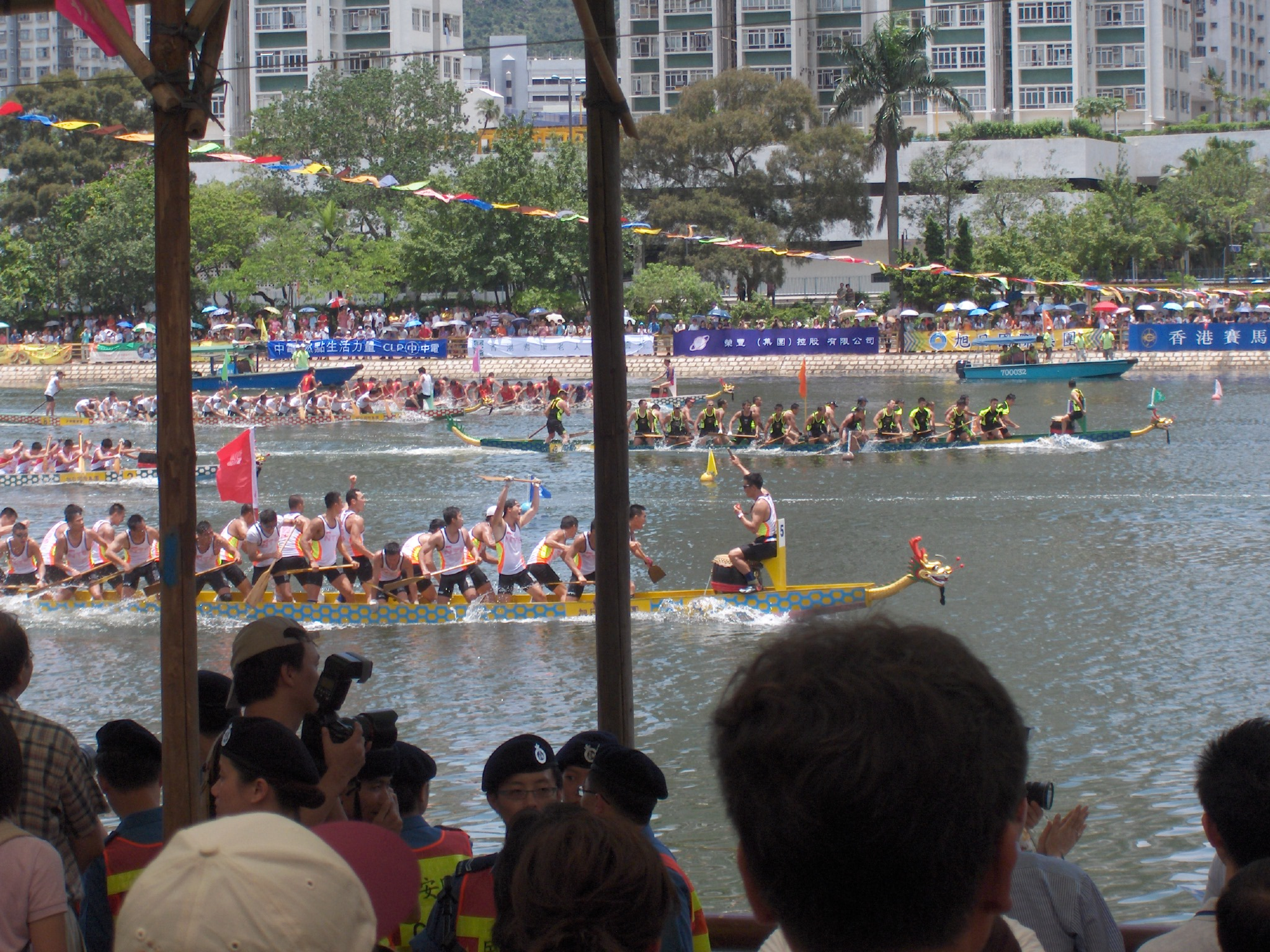
Перегони на човнах-драконах.

Припадає на 6-й день 6-го місяця за місячним календарем, тому також називається Святом двох п'ятірок. У народі є кілька переказів про походження цього свята. Одні вважають, що воно стосується стародавніх обрядів поклоніння жителів долини річки Янцзи Дракону. Але більш вірогідною вважається версія, пов'язана з китайським поетом-патріотом Цюй Юаном. Він був вельможею у царстві Чу в період воюючих царств. Кілька разів звертаючись до правителя про необхідність проведення адміністративних реформ, він звернув на себе обурення інших сановників, які змусили Цюй Юаня покинути столицю. Коли ж війська сусіднього царства увірвалися в місто, поет дізнався про це і, не перенісши національної ганьби, наклав на себе руки, кинувшись в річку. Після його смерті 5-го дня 5-го місяця одноплемінники довго шукали тіло за допомогою човнів. Відтоді в цей день в Китаї влаштовуються річкові перегони на національних човнах.
Свято припадає на такі дні григоріанського календаря:
| 2005      | 2006      | 2007     | 2008      | 2009      | 2010     | 2011      | 2012      | 2013     | 2014      | 2015     | 2016      | 2017 |
| --------- | --------- | -------- | --------- | --------- | -------- | --------- | --------- | -------- | --------- | -------- | --------- | ---- |
| 31 травня | 19 червня | 8 червня | 28 червня | 16 червня | 6 червня | 23 червня | 12 червня | 2 червня | 20 червня | 9 червня | 30 травня |      |

### Свято закоханих
Припадає на 7-й день 7-го місяця за місячним календарем, тому також називається Святом двох сімок. Святкування пов'язане зі старим зворушливим переказом про кохання пастуха до небожительки, у зв'язку з чим Цісіцзе часто називають китайським Днем Святого Валентина. Свято припадає на такі дні григоріанського календаря:

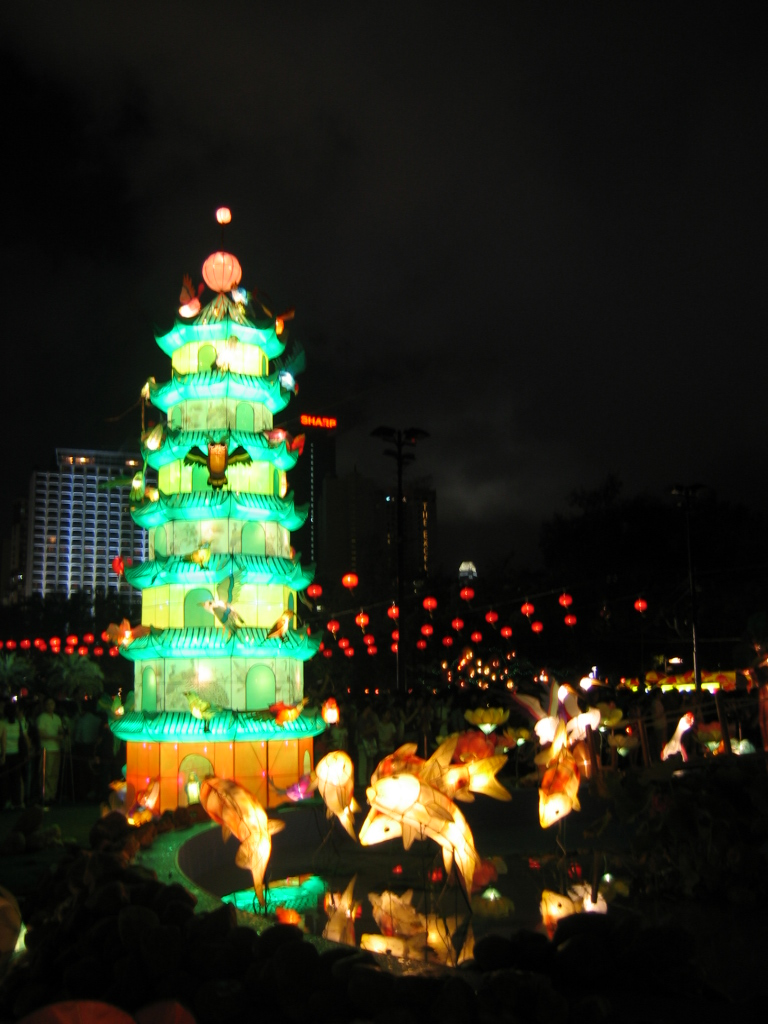
Святкування середини осені в Гонконзі.

| 2006     | 2007      | 2008     | 2009      | 2010      | 2011     | 2012      | 2013      | 2014     | 2015      | 2016     | 2017      | 2018      | 2019     |
| -------- | --------- | -------- | --------- | --------- | -------- | --------- | --------- | -------- | --------- | -------- | --------- | --------- | -------- |
| 31 липня | 19 серпня | 7 серпня | 26 серпня | 16 серпня | 6 серпня | 23 серпня | 13 серпня | 2 серпня | 20 серпня | 9 серпня | 28 серпня | 17 серпня | 7 серпня |

### Свято середини осені
Його називають також Святом врожаю, бо за часом він збігається із закінченням збиральних робіт. Крім того, його називають Святом богині місяця. Стародавні народи, що жили в районах із жарким кліматом, особливо шанували місяць. Після виснажливого дня, коли жар палючого сонця виснажував людей і тварин до межі, ніч з її прохолодою була блаженним часом відпочинку. Повний місяць вважається символом благополуччя і достатку. В цей день, який припадає на повний місяць, збираються всі члени родини і влаштовують вечерю. Обов'язковою стравою застілля є «місячні пряники» з пшеничного борошна із різною начинкою.
Це свято, що знаменує собою середину річного циклу в уявленні китайців, за своєю значущістю поступається лише Новому року. Він відзначається 15-го дня 8-го місяця за місячним календарем. Свято середини осені припадає на наступні дні григоріанського календаря:
| 2006     | 2007       | 2008       | 2009      | 2010       | 2011       | 2012       | 2013       | 2014      | 2015       | 2016       | 2017     |
| -------- | ---------- | ---------- | --------- | ---------- | ---------- | ---------- | ---------- | --------- | ---------- | ---------- | -------- |
| 6 жовтня | 25 вересня | 14 вересня | 3 вересня | 22 вересня | 12 вересня | 30 вересня | 19 вересня | 8 вересня | 27 вересня | 15 вересня | 4 жовтня |